# Leiodere angelorum
Leiodere angelorum är en mångfotingart som beskrevs av Chamberlin 1943. Leiodere angelorum ingår i släktet Leiodere och familjen Cambalidae. Inga underarter finns listade i Catalogue of Life.